# 宋泰坤
宋泰坤（ソン・テコン、そう たいしん、송태곤、1986年9月8日 - ）は、韓国の囲碁棋士。ソウル出身、韓国棋院所属、許壮会九段門下、九段。バッカス杯天元戦優勝、世界囲碁選手権富士通杯準優勝など。朴永訓、崔哲瀚とともに韓国若手三羽烏の一人と呼ばれた。

## 経歴
1992年に趙治勲杯、1995年にオリオン杯と子供囲碁大会に優勝。1999年初段。2001年二段で、三星火災杯に韓国代表として出場。2002年、オスラムコリア杯優勝、60勝15敗1ジゴの成績で、囲碁文化賞勝率1位、新人賞受賞。2003年第7期バッカス杯天元戦決勝で曺薫鉉を3-2で破り初タイトル、またこれにより四段昇段。2003年、富士通杯で準優勝（決勝で李世乭に敗れる）、これにより五段昇段。同年、KBS杯バドゥク王戦優勝により六段昇段。2006年八段昇段。2006年棋聖戦挑戦者決定戦で安祚永に敗退。2008年九段。
2004-06年には中国乙級リーグに参加。韓国囲碁リーグでは、2005年凡洋建榮チームの主将で出場。2005年韓国棋士ランキングでは11位。

### タイトル歴
- オスラムコリア杯新鋭連勝最強戦 2002、03年
- バッカス杯天元戦 2003年（第7期）
- BCカード杯新人王戦 2003年
- KBS杯バドゥク王戦 2003年

### その他の棋歴
国際棋戦
- 世界囲碁選手権富士通杯 準優勝 2003年、3位 2004年、4位 2005年
- テレビ囲碁アジア選手権戦 準優勝 2004年
- 応昌期杯世界プロ囲碁選手権戦 ベスト4 2004年
- トヨタ&デンソー杯囲碁世界王座戦 ベスト8 2004年
- 三星火災杯世界オープン戦 ベスト8 2004年
- 中韓天元対抗戦 2003年 0-2 古力
- CSK杯囲碁アジア対抗戦
  - 2003年 2-1（○王檄、×結城聡、○黄祥任）
  - 2004年 2-1（○周俊勲、○三村智保、×兪斌）

国内棋戦等
- 韓国囲碁リーグ
  - 2004年（ボハエ）4-3
  - 2005年（凡洋建榮）2-5
  - 2006年（第一火災）6-6
  - 2007年（京畿ハンゲーム）3-6
  - 2008年（Kixx）8-5
  - 2010年（ネットマーブル）3-12
  - 2012年（Kixx）7-10
- 中国囲碁リーグ
  - 2005年乙級（雲南大益普洱茶）
  - 2006年乙級（杭州大厦）